# Пекін — Шоуду
Міжнародний аеропорт Шоуду (кит.: 北京 首都 国际 机场 — Бейцзін Шоуду гоцзя цзічан, англ. Beijing Capital International Airport, BCIA) (IATA: PEK, ICAO: ZBAA) — найбільший аеропорт Пекіну, усього Китаю та другий за пасажиропотоком у світі. Розташований за 20 км на північний схід від центру Пекіна.
Аеропорт Шоуду — головний вузловий аеропорт для Air China, яка обслуговує близько 120 призначень з нього (крім вантажних перевезень), а також для Hainan Airlines і China Southern Airlines. Розширення аеропорту значною мірою фінансується (на суму 500 млн євро) за рахунок кредиту Європейського інвестиційного банку (EIB). Це найбільший кредит з коли-небудь виданих EIB в Азії; кредитну угоду було підписано у вересні 2005.
Аеропорт є хабом для авіаліній:
- Air China
- China Eastern Airlines
- China Southern Airlines
- Hainan Airlines
- Sichuan Airlines
- Shenzhen Airlines
- Shandong Airlines

## Історія
Аеропорт Шоуду був відкритий 2 березня 1958, ставши першим аеропортом Китаю. У той час було побудована лише невелика будівля терміналу, що збереглася до нашого часу, призначенням якої було обслуговування VIP пасажирів та чартерних рейсів. 1 січня 1980 було відкрито нову, велику будівлю терміналу зеленого кольору, яка могла обслуговувати одночасно 10—12 літаків. Цей термінал був набагато більше терміналу 1950-х років, однак до середини 1990-х його потужності стало недостатньо. Цей термінал був закритий на реконструкцію після відкриття Терміналу 2.
Наприкінці 1999, до 50-й річниці створення Китайської Народної Республіки, аеропорт знову пройшов модернізацію. Новий термінал був відкритий 1 листопада та отримав назву Термінал 2. 20 вересня 2004 був відкритий Термінал 1, який став обслуговувати ряд авіакомпаній, включаючи China Southern Airlines. Більшість інших авіакомпаній продовжували обслуговуватися в Терміналі 2.
Нове розширення аеропорту, Термінал 3 (T3), був відкритий у лютому 2008, перед пекінської Олімпіадою. Крім того, була побудована третя злітно-посадкова смуга та залізнична лінія в центр міста. Термінал 3 — один із найбільших терміналів світу за займаною площею та важливий символ розвитку китайської столиці.
Третя злітно-посадкова смуга була відкрита 29 жовтня 2007, що дозволило зменшити черги літаків на інших двох злітно-посадкових смугах.
У 2008 Шоуду обслужив 55 937 289 пасажирів і став 8-м за завантаженістю пасажирським аеропортом світу. Крім того, було здійснено 399 986 зльотів-посадок, що зробило його 21-м аеропортом світу за цим показником та єдиним азійським аеропортом, що входять в тридцять найзавантаженіших за цим показником аеропортів світу. Щодня проводиться в середньому 1100 рейсів.

## Термінали

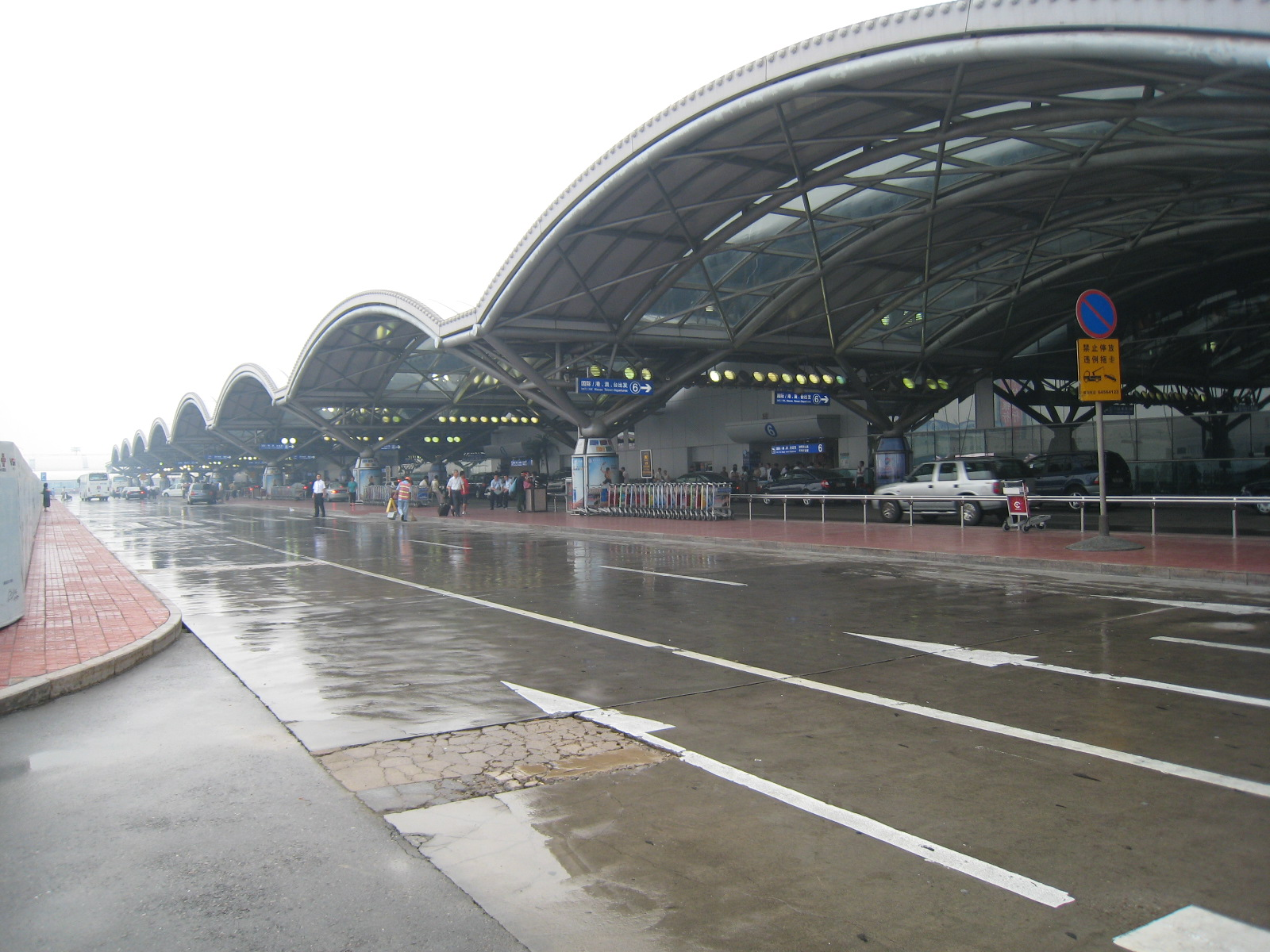
Міжнародний аеропорт Шоуду — Зал вильоту міжнародних та місцевих рейсів Терміналу 2

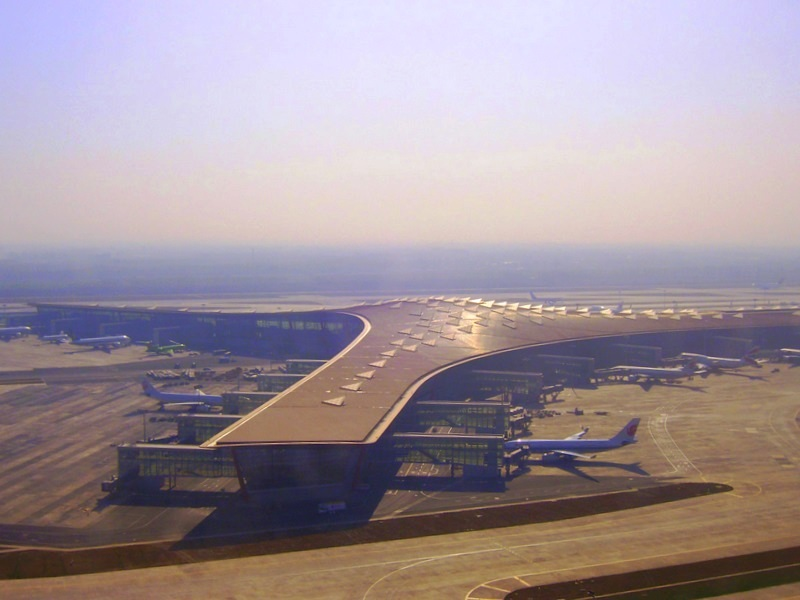
Термінал 3-E з висоти польоту

### Термінал 1
Термінал 1 площею 60,000 м² був відкритий 1 січня 1980 і замінив маленький термінал, який функціонував з 1950-х років. Термінал 1 закривався на реконструкцію з 1999 по 20 вересня 2004 р., у цей період всі авіакомпанії обслуговувалися в Терміналі 2. Термінал 1 має 16 гейтів, є базовим для China Southern Airlines для внутрішніх рейсів і ряду інших авіакомпаній, таких як Xiamen Airlines та Chongqing Airlines, оскільки він спочатку планувався для внутрішніх рейсів, крім Гонконгу та Макао.
Після відкриття Терміналу 3 Термінал 1 знову був закритий, цього разу для поточного ремонту, і всі авіакомпанії, що обслуговувалися в ньому, переїхали в Термінал 2 з 20 травня 2008. Знову Термінал 1 відкрився 27 червня 2008, після чого став базою всіх внутрішніх рейсів HNA Group, включаючи Hainan Airlines, Grand China Air, Deer Air і Grand China Express Air, проте міжнародні рейси та рейси в Гонконг, Макао та Тайвань HNA Group продовжують обслуговуватися в Терміналі 2.

### Термінал 2
Термінал 2 був відкритий 1 листопада 1999, через місяць після 50-ї річниці створення Китайської народної республіки. Цей термінал став використовуватися замість перенесеного Терміналу 1 під час його реконструкції, приймаючи всі літаки, що прибувають в аеропорт; цей термінал значно більше Терміналу 1 і може приймати до 20 літаків безпосередньо з будівлі терміналу. До відкриття Терміналу 3 в цьому терміналі обслуговувалися і міжнародні, і внутрішні рейси, також обслуговувалися всі авіакомпанії, що літають з аеропорту. На сьогоднішній день термінал є базовим для China Southern Airlines, China Eastern Airlines, Skyteam, а також міжнародних та внутрішніх рейсів інших авіакомпаній, у той час як Air China, Shanghai Airlines, члени Star Alliance та Oneworld перевели свої операції в новий Термінал 3.
Існує перехід, що з'єднує два термінали один з одним; він розташований на загальному рівні (не потрібно паспортний контроль). У Терміналі 2 є невеликий вибір точок громадського харчування. Існує лише один ресторан в міжнародній зоні після паспортного контролю, ціни в ньому в кілька разів вище, ніж в Пекіні. Зокрема, вартість порції японської кухні — 88 юанів, що в 4 рази вище вартості аналогічного продукту в Пекіні. Зона внутрішніх рейсів Терміналу 2 має набагато більший вибір місць громадського харчування за більш помірними цінами. Kentucky Fried Chicken та Starbucks представлені і в теміналі 1, і в Терміналі 2.

### Термінал 3
Будівництво Терміналу 3 почалося 28 березня 2004 і складалося з двох стадій. Пробний пуск відбувся 29 лютого 2008, коли сім авіакомпаній, British Airways, El Al Israel Airlines, Qantas, Qatar Airways, Shandong Airlines та Sichuan Airlines перевели свої операції в новий термінал. 20 інших авіакомпаній переїхали в Термінал 3 після його повного відкриття 26 березня 2008. На сьогоднішній день тут знаходиться головна база Air China, Oneworld, Star Alliance, здійснюються внутрішні та зовнішні рейси ряду інших авіакомпаній.
Термінал розроблявся консорціумом NACO (Netherlands Airport Consultants B.V), британським архітектурним бюро Foster and Partners та ARUP. Бюджет розширення аеропорту склав 3,5 млрд дол. Ставши найбільшим за площею терміналом Китаю (986,000 м²), він є одним з найбільших термінальних комплексів світу. Він складається з головного пасажирського терміналу (Термінал 3C), двох сателітів (Термінал 3D і Термінал 3E) п'яти надземних і двох підземних поверхів, позначених літерами «A і B» для уникнення збігів з існуючими позначеннями Терміналів 1 і 2. З Терміналу 3C здійснюються внутрішні рейси, Термінал 3E використовується для міжнародних рейсів, Terminal 3D, названий «Olympics Hall», використовувався для чартерних рейсів під час пекінської Олімпіади, а потім стане обслуговувати міжнародні рейси.

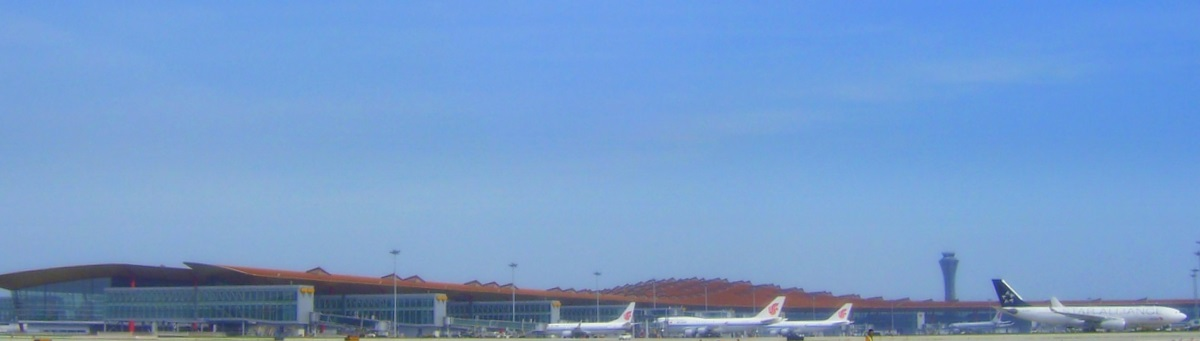
Термінал 3-E з боку льотного поля, літаки Air China у терміналу

#### Система обслуговування, система безпеки та обробка багажу
Транспортувальний комплекс площею 300 000 м² розташований в передній частині Терміналу 3. Місткість дворівневої підземної стоянки — 7000 автомобільних місць. Транспортувальний комплекс матиме три лінії для різних типів автомобілів, автобусів аеропорту, таксі та приватних транспортних засобів, які дозволять зробити потік пасажирів безперервним. Пасажири, які летять з Терміналу 3, витратять на перехід від транспорту до Терміналу 3 близько п'яти хвилин. Транспортувальний комплекс також має вихід на станцію метро, що зв'язує Термінал 3 з центром міста через станцію Dongzhimen. Час шляху від Dongzhimen до Терміналу 3 становить близько 18 хвилин.
Встановлені електричні розетки в будь-якому кінці кожного з рядів місць в Терміналі. Є 243 влаштування ліфтів, ескалаторів та траволаторів; в кожній вбиральні є кімната матері та дитини, де може проводитися зміна підгузників. Є також кімната для мандрівників з обмеженими можливостями.
Одне з досягнень Терміналу 3 — система обробки багажу вартістю 240 млн дол. Система обробки багажу обладнана жовтими візками, кожна зі своїм кодом, що дозволяє відстежувати маршрут багажу. Більше 200 камер та моніторів використовуються в багажній зоні.
Система обробки багажу дозволяє обробляти 19,200 одиниць багажу на годину. Після того, як багаж зареєстрований в будь-якому з 292 пунктів прийому багажу Терміналу 3C, він починає переміщатися зі швидкістю близько 10 м/с. Навіть для міжнародних рейсів багаж з терміналу T3C в T3E переміщається за 5 хвилин. прибувають пасажири можуть забрати багаж через 4,5 хвилини після його вивантаження з літака.
Крім рентгенівських сканерів, є додаткове обладнання для виявлення вибухових речовин. Пасажири можуть здати багаж за кілька годин, і навіть за день до польоту. Електронна система дозволяє правильно розмістити кожну одиницю багажу та передати її згодом до потрібного літаку.

#### Конструкція та художнє оформлення комплексу
Вежа управління повітряним рухом висотою 98,3 метра розташована з південного боку від Терміналу 3, це найвища будівля аеропорту. Дах Терміналу 3 пофарбований в червоний колір, який в Китаї є кольором удачі. Білі смуги на стелі терміналу, крім художнього оформлення, служать для вказівки напрямів. Під білими смугами основний колір стелі помаранчевий з тонами від світлого до темного, які вказують на місце розташування пасажира в будівлі. Світло-помаранчевий колір відповідає центру будівлі, колір стає темнішим при наближенні до терміналу T3E і навпаки — в T3C.
Дах Терміналу 3 має безліч вікон, в які потрапляє денне світло. Конструкція відрегульована таким чином, щоб денне світло створювало найбільш адекватне висвітлення в приміщенні. В оформленні використано багато традиційних китайських декоративних елементів, включаючи «Менхай», великий мідний чан для гасіння пожеж у Забороненому Місті, і декоративні елементи, що наслідують зображенням зі знаменитої Стіни з Дев'яти Драконів (Jiulongbi).
Зимовий сад, збудований в залі очікування Терміналу T3E, за стилем він повторює імперські садів Літнього Палацу. У Терміналі T3C підземний сад зроблений в тунелі таким чином, щоб пасажири мініпоезду могли його бачити.

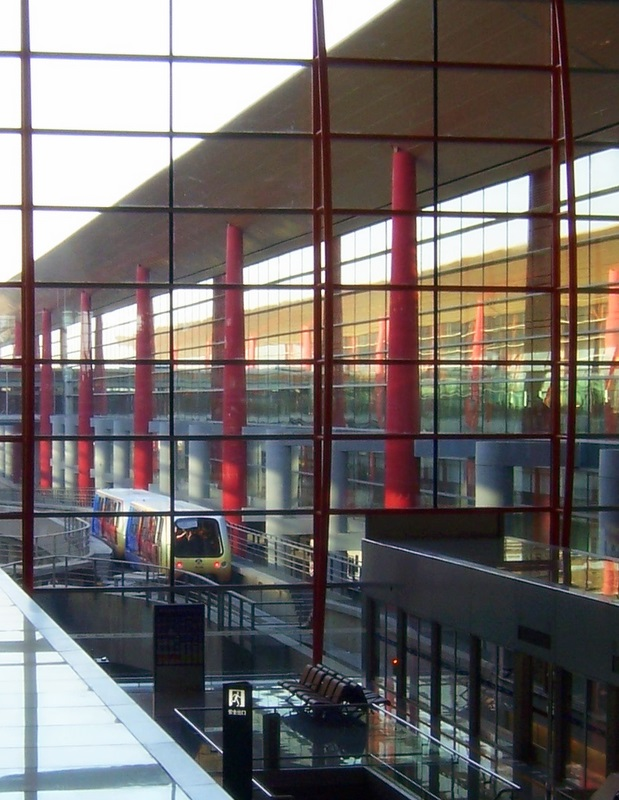
Міжтермінальний поїзд у Терміналі 3

#### Інфраструктура
Точки громадського харчування Терміналу 3 носять назву «всесвітня кухня», тут знаходяться 72 заклади, які пропонують страви від ресторанних до фастфуду, від китайської до європейської кухні, від випічки до морозива. Адміністрація аеропорту взяла на себе зобов'язання зробити ціни в Терміналі 3 відповідними цінам центрального Пекіна.
Крім підприємств харчування в Терміналі 3 передбачені торгова зона площею 12 600 м², зона дьюті-фрі 10 600 м² і близько 7000 м² різних сервісів та установ, включаючи банки, бізнес-центри, точки доступу в інтернет, тощо. Комерційна зона займає в цілому 45 200 м².

#### Переміщення між терміналами
Для того, щоб потрапити з Терміналу 3C в 3D і 3E, і місцеві, і міжнародні пасажири повинні отримати посадочні талони в Терміналі T3C, але міжнародні пасажири повинні йти на посадку в Терміналі T3E. Двокілометровий подорож між будівлями терміналу може бути подолано за дві хвилини на міжтермінальному поїзді.
Для того, щоб допомогти пасажирам знайти правильний термінал, аеропорт пропонує безкоштовні межтермінальние шаттли між T3 і Терміналами 1 і 2 з 6:00 до 22:00. Автобуси відходять кожні 10 хвилин з 8:00 по 20:00 і кожні 20 хвилин в інший час.
Існує 66 телетрапів, які з'єднані зі стоянками літаків, загальна кількість виходів з терміналу становить 120. Термінал 3 зможе бути більш повно завантажений після введення в експлуатацію третьої злітно-посадочної смуги.

## Авіакомпанії та призначення
Після збільшення кількості слотів в аеропорту FedEx Express та Continental Airlines почали безпосадочні рейси з Ньюарка в Пекін з 15 червня 2005. 25 вересня 2007 American Airlines і US Airways планують почати безпосадочні рейси в Пекін з Чикаго-О'Хара та Філадельфії, відповідно до 25 березня 2009 і з 2010 року. Цей рейс стане першим рейсом US Airways в Азії. Обидві авіакомпанії обслуговуватимуться в Терміналі 3 з іншими членами Star Alliance (US Airways) і oneworld (American Airlines).
На цей момент в аеропорту три термінали. термінал 1 є на цей момент базовим для Hainan Airlines та її підрозділів, Термінал 2 обслуговує China Southern Airlines, China Eastern Airlines, членів SkyTeam та інші місцеві та міжнародні рейси. Термінал 3, найсучасніший аеропорту Шоуду, обслуговує Air China, членів Star Alliance та Oneworld, а також ті місцеві та міжнародні рейси, які не обслуговуються з Терміналів 1 і 2. 

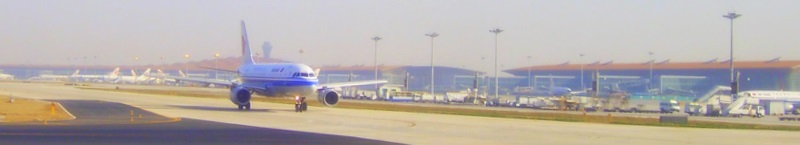
Термінали 3-E і 3D, вид з боку льотного поля, на стерновій доріжці літак Air China

Журнал Forbes помістив Шоуду на 2-ге місце серед найменш пунктуальних аеропортів 2007 року. Проте, генеральний менеджер аеропорту Dong Zhiyi привів офіційну статистику, за якою 86,28 % вильотів вироблялися в рамках розкладу, в той час як Forbes зазначив 33 %. Ці цифри, згідно з рейтингом Forbes, значно вище показника гіршого аеропорту Європи в цьому рейтингу Париж Шарль де Голль (50 %).
Головними далекомагістральними напрямками з Пекіна є Франкфурт, Лондон (Хітроу), Лос-Анджелес, Нью-Йорк, Париж (Шарль де Голль, Сан-Франциско та Ванкувер. Серед інших напрямків зростає роль призначень Чикаго, Дубая, Сіднея, Торонто та Вашингтона.

## Транспорт

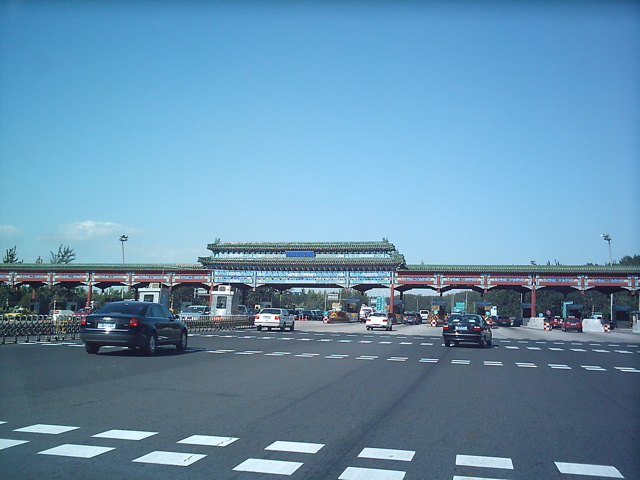
Аеропорт Експрессвей (серпня 2004).

### Автошляхи
Спочатку аеропорт був з'єднаний із розв'язкою Саньюаньцяо лише вузькою дорогою. На початку 1990-х була побудована 20-кілометрова платна швидкісна автомагістраль «Аеропорт», яка з'єднала передмістя Пекіна з північно-східним ділянкою 3-ї Кільцевої дороги та безпосередньо з аеропортом.
У 2008 будуть відкриті ще чотири автомагістралі:
- Аеропорт, південна частина;
- 2-й Аеропорт Експрессвей, зі сходу (південний схід);
- Лінія Північний Аеропорт, з північного заходу;
- Літіан Експрессвей, зі сходу.

### Залізниця/Громадський транспорт
Міжнародний аеропорт Шоуду пов'язаний з Пекінським метрополітеном. Гілка електропоїздів проходить від Терміналу 3 і Терміналу 2 до кінцевої станції Дунчжимень та зупинкою в Саньюаньцяо (на обох станціях є можливість пересадки на метро). Вона була відкрита 19 липня 2008, перед Олімпіадою в Пекіні.
Існує також автобусне сполучення в більшість частин міста, а також у сусідній Тяньцзінь.

## Статистика
|      | Пасажирообіг | Зміна за рік | Авіатрафік | Вантажообіг (тонн) |
| ---- | ------------ | ------------ | ---------- | ------------------ |
| 2007 | 53,611,747   |              | 399,209    | 1,416,211.3        |
| 2008 | 55,938,136   | ▲04.3%       | 429,646    | 1,367,710.3        |
| 2009 | 65,375,095   | ▲016.9%      | 487,918    | 1,475,656.8        |
| 2010 | 73,948,114   | ▲013.1%      | 517,585    | 1,551,471.6        |
| 2011 | 78,674,513   | ▲06.4%       | 533,166    | 1,640,231.8        |
| 2012 | 81,929,359   | ▲04.1%       | 557,167    | 1,787,027          |
| 2013 | 83,712,355   | ▲02.2%       | 567,759    | 1,843,681          |
| 2014 | 86,128,313   | ▲02.9%       | 581,952    | 1,848,251          |
| 2015 | 89,900,000   | ▲04.4%       | 594,785    | 1,843,543          |
| 2016 | 94,393,000   | ▲05.6%       | 606,086    | 1,831,167          |

### Пасажирообіг
Див. джерело запитів Вікіданих та джерела.

## Фотогалерея

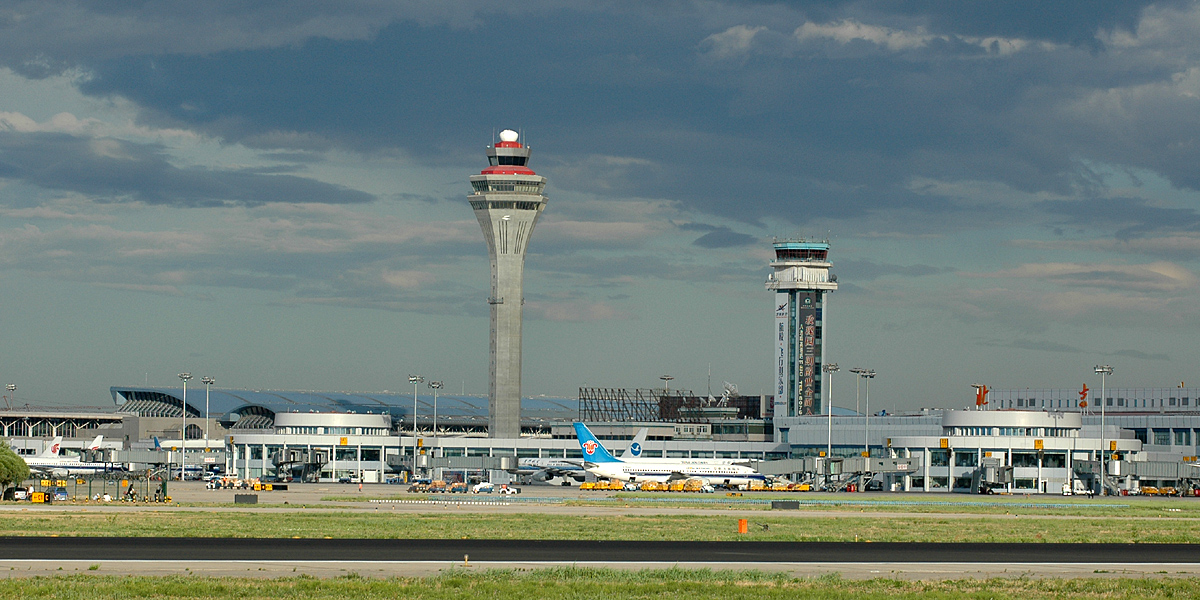
Новий (вищий) та старий (на сьогоднішній момент демонтований, низький) контрольно-диспетчерські пункти, Термінал 1 (попереду) та Термінал 2 (за Терміналом 1, блакитна будівля)
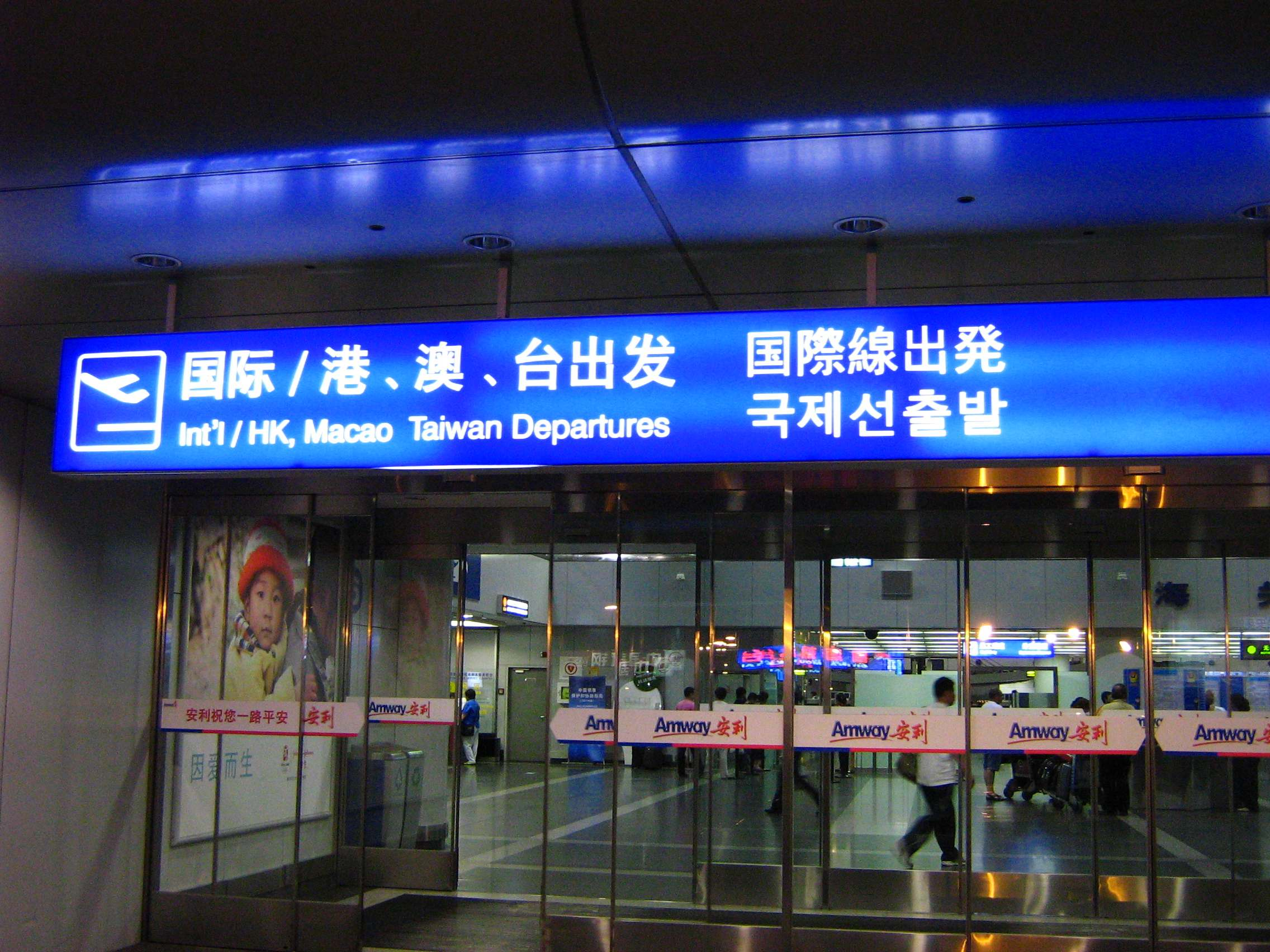
Термінал 2, міжнародний зал вильоту
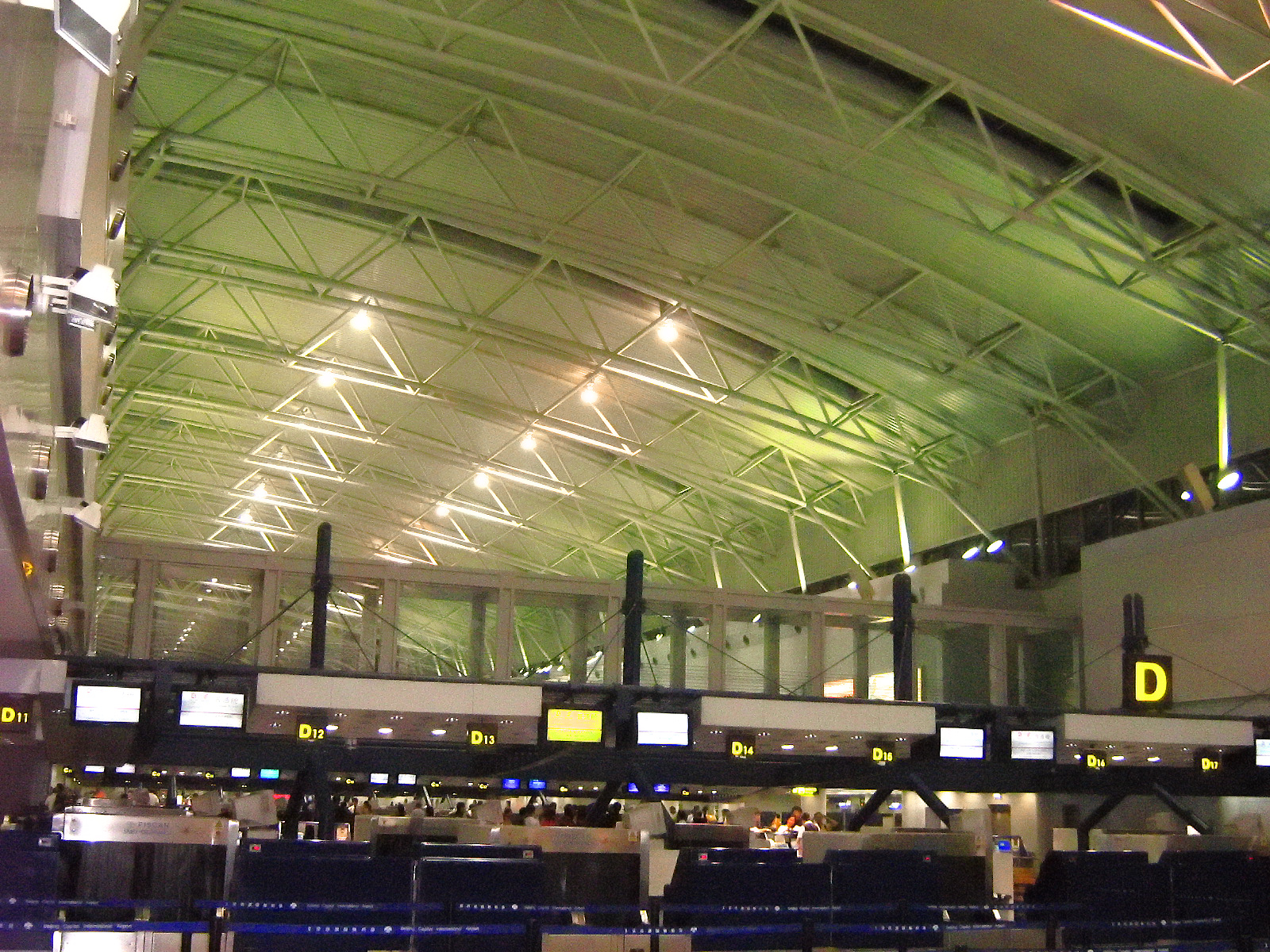
Термінал 2, зал вильоту
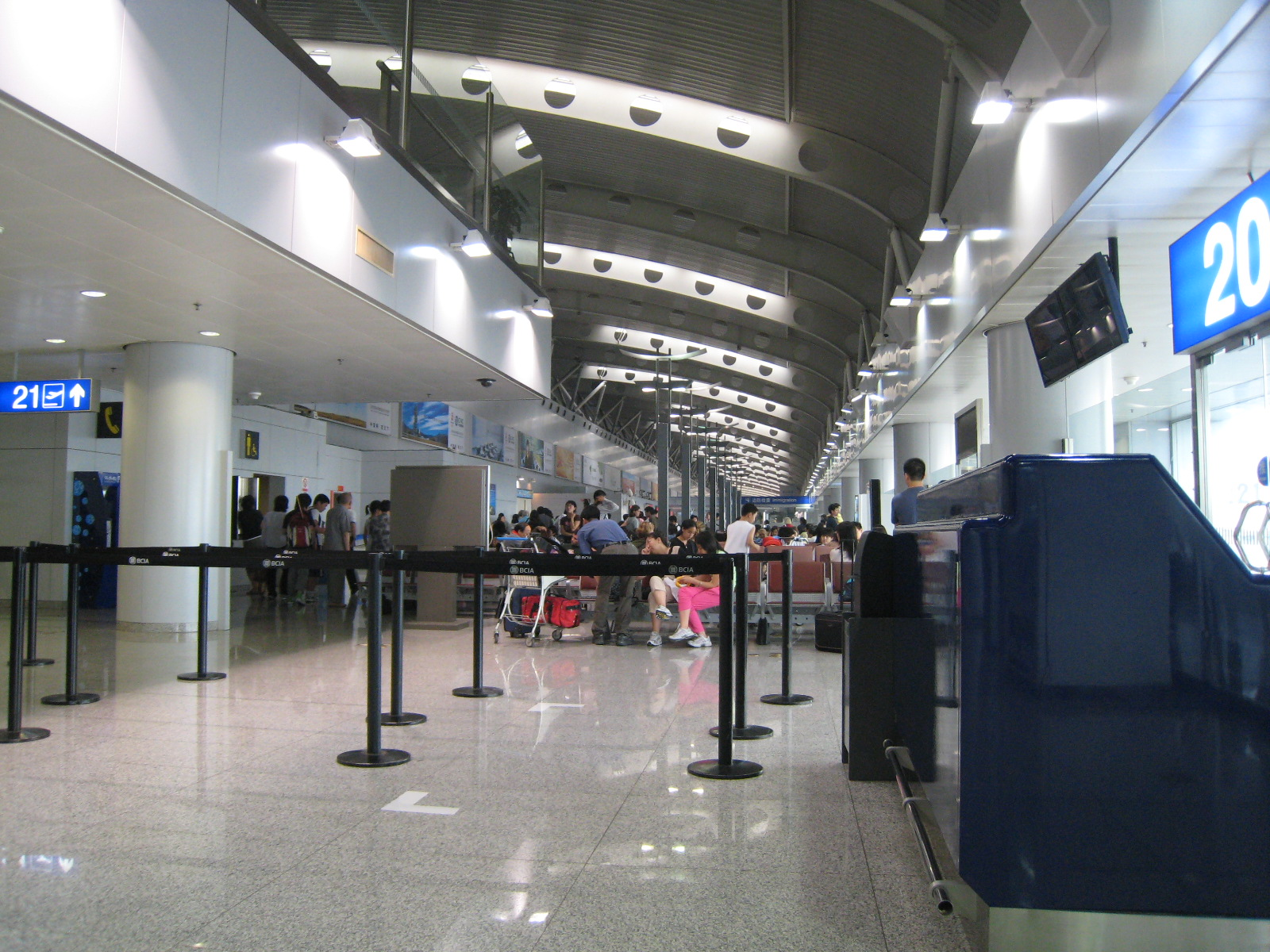
Термінал 2, міжнародний зал вильоту
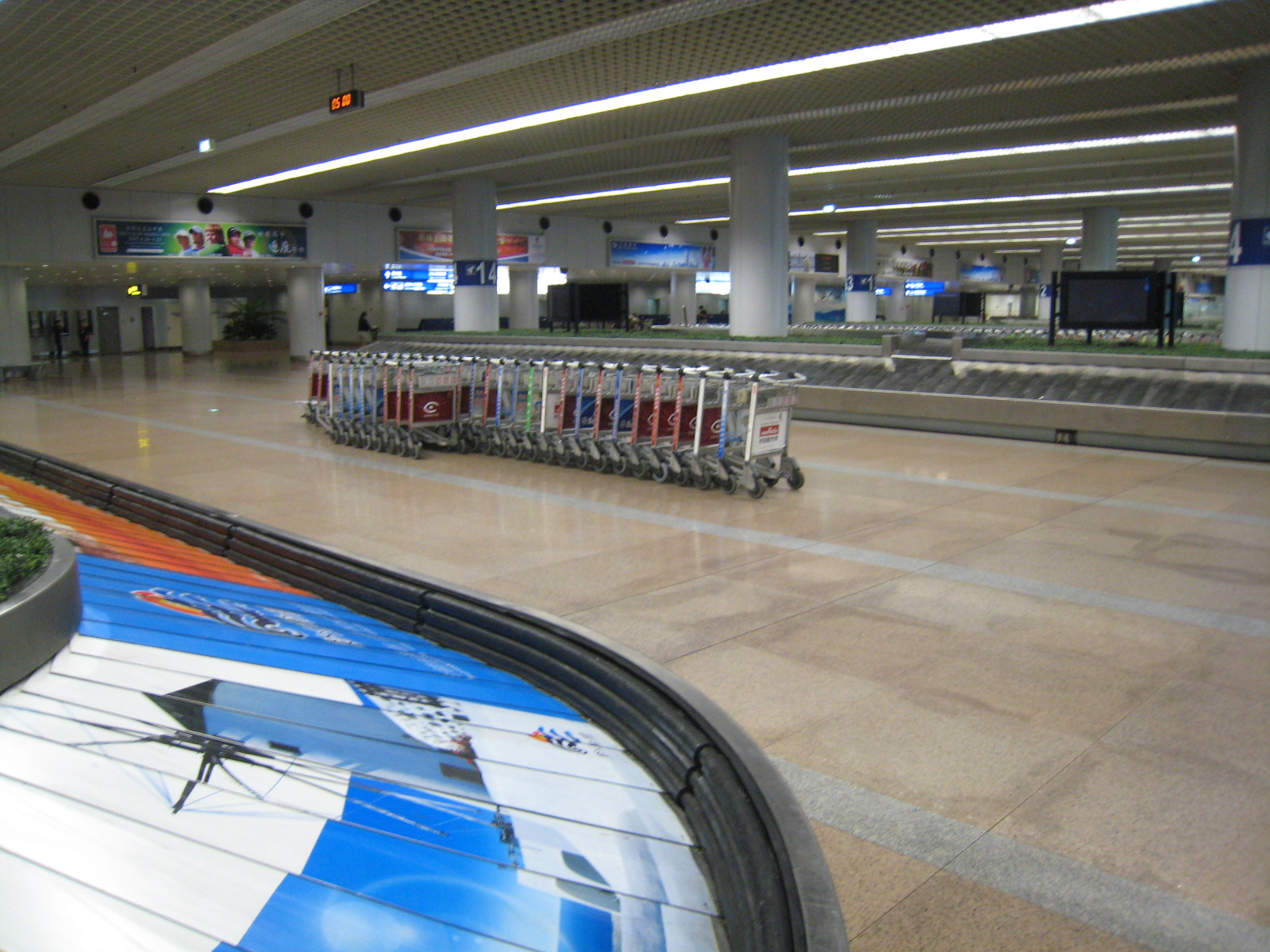
Термінал 2, зал прибуття, багажне відділення
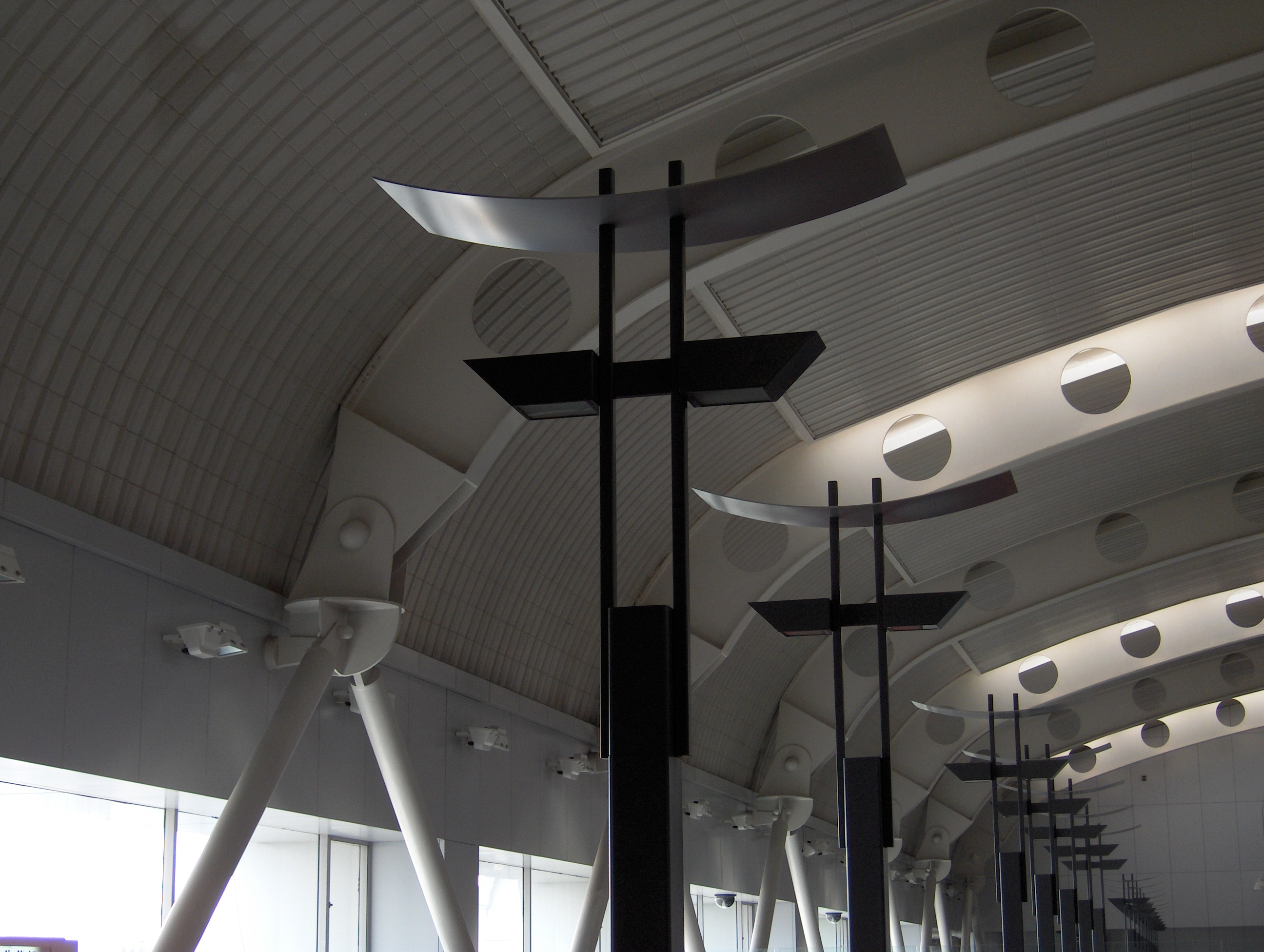
Термінал 2 (у квітні 2006)
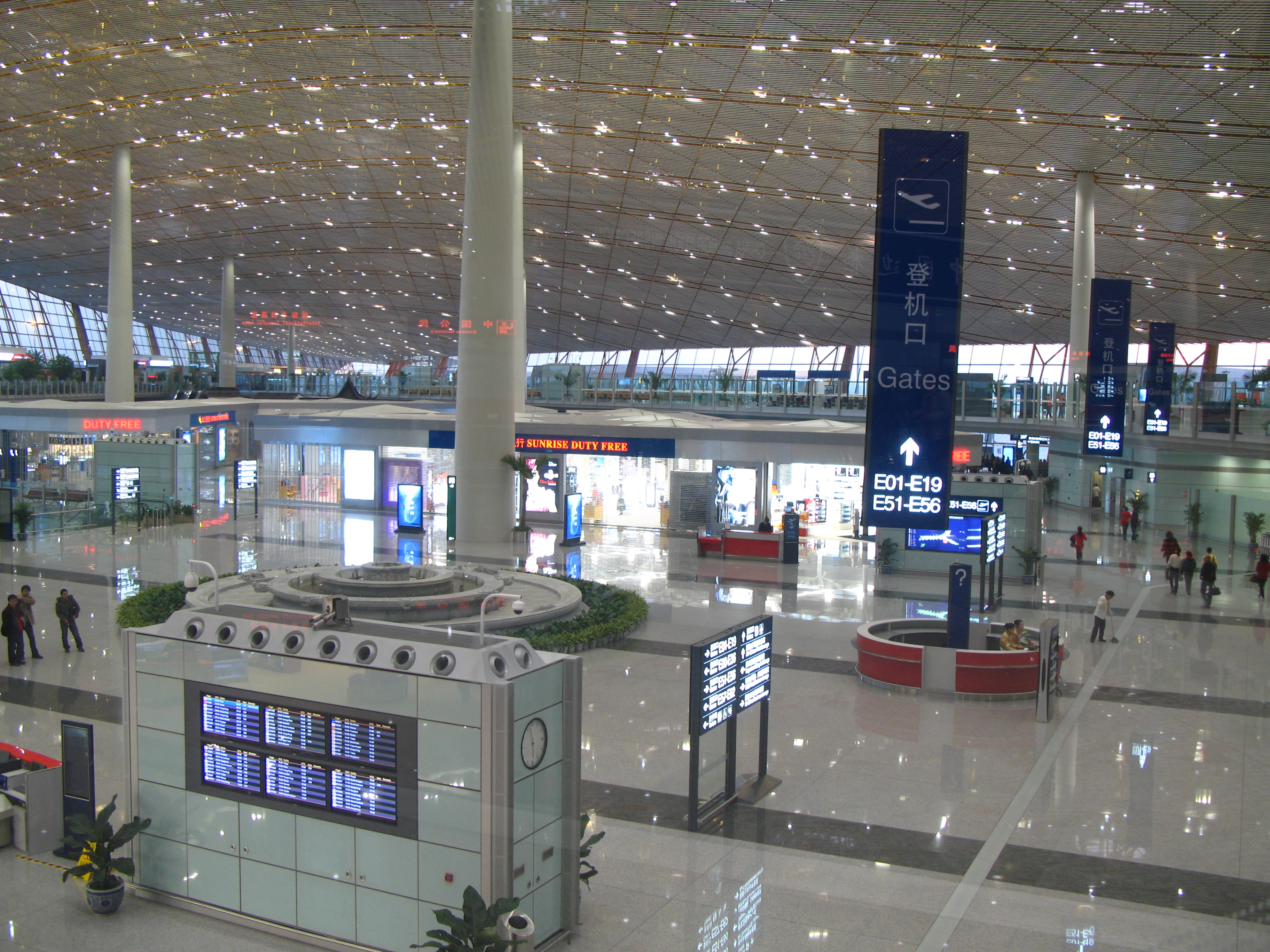
Термінал 3, дьюті-фрі
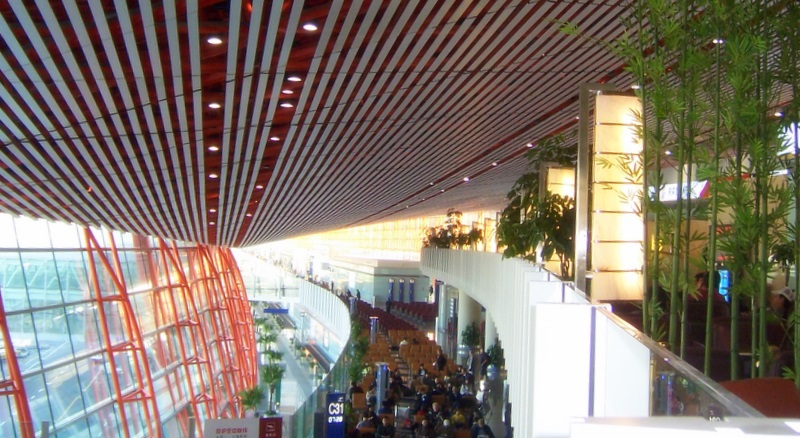
Термінал 3, зал очікування, праворуч вихід Air China
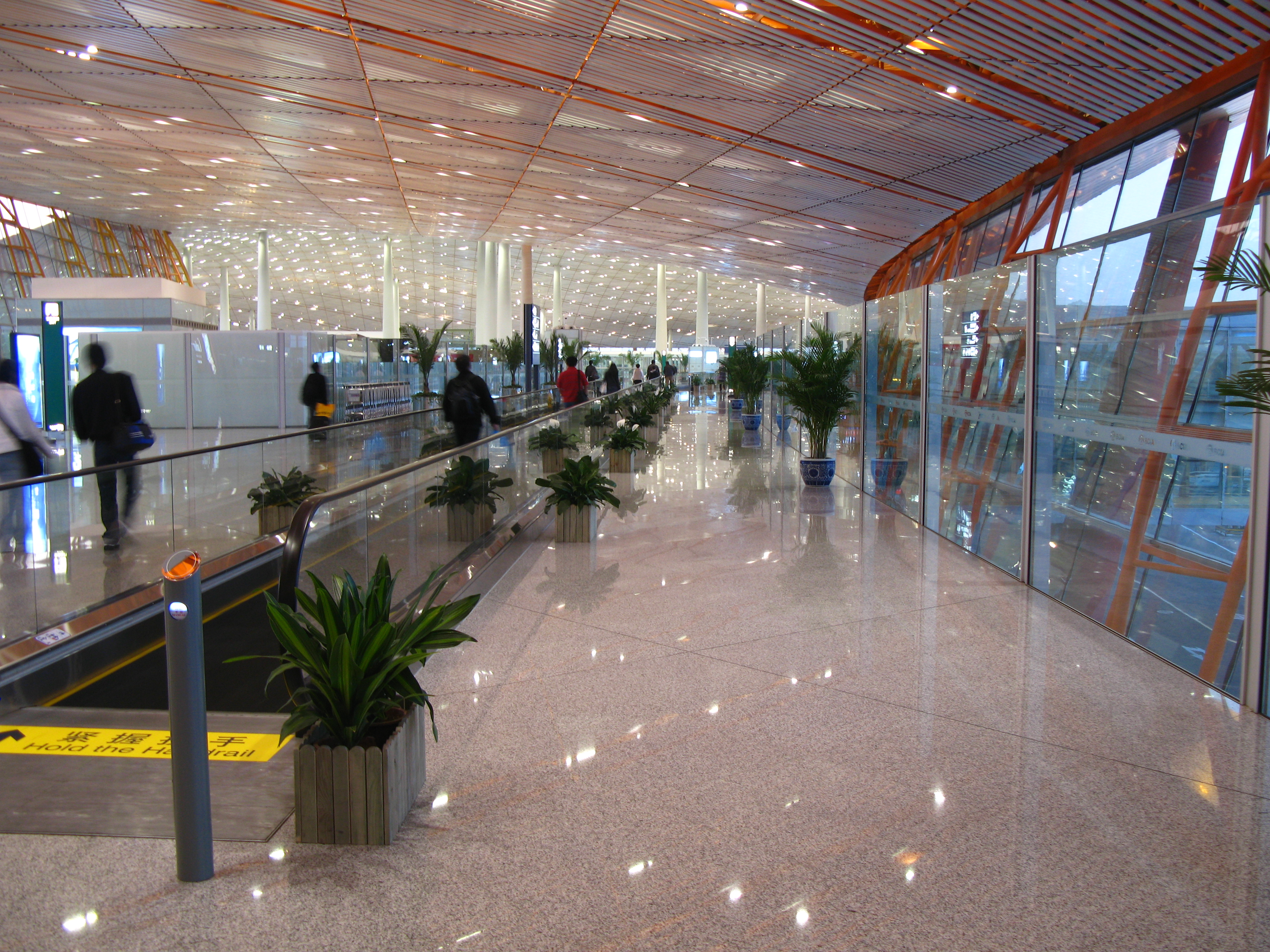
Термінал 3, зал прибуття
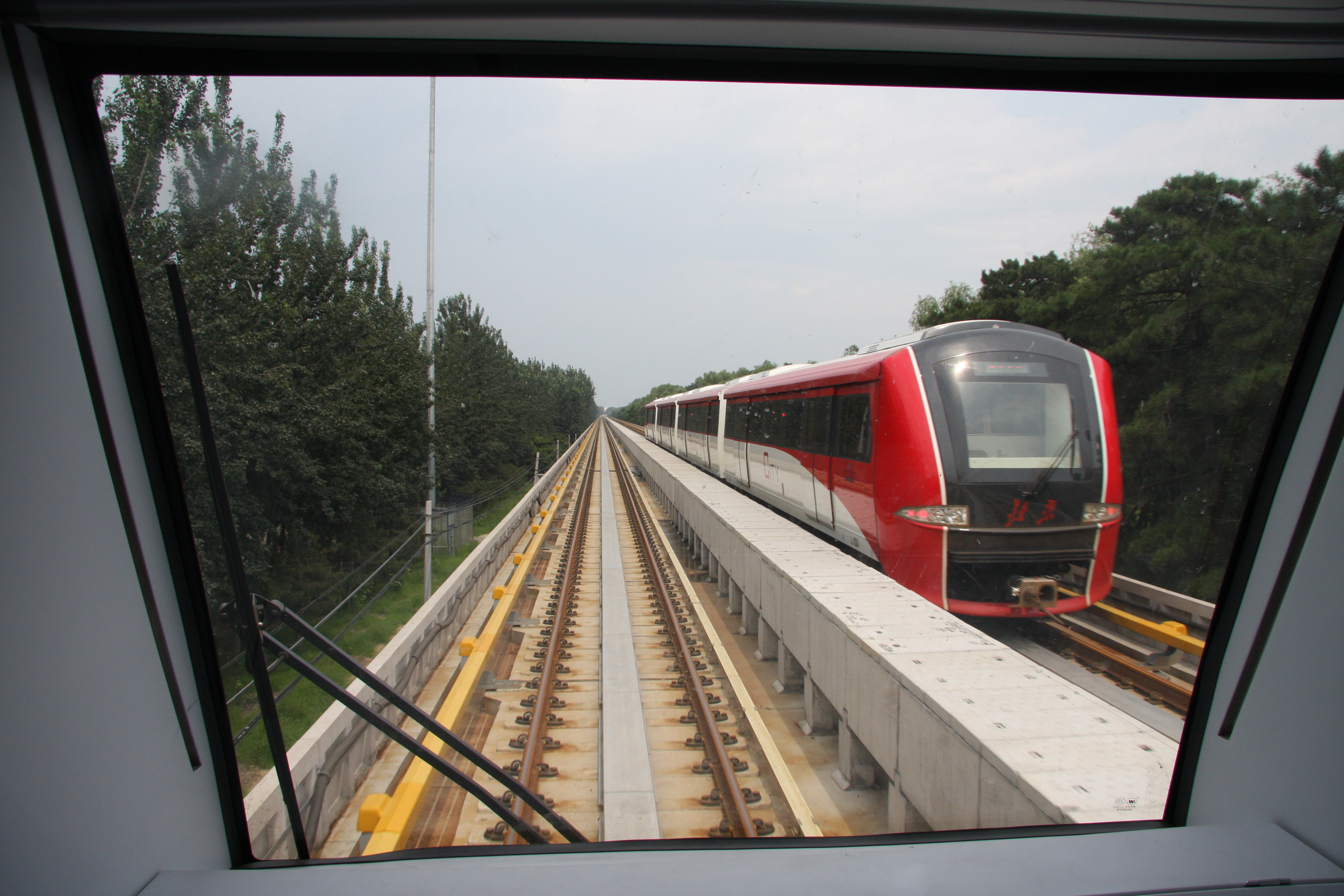
Потяг-експрес в аеропорту Пекіна